# Red Lobster
Red Lobster (in italiano: aragosta rossa) è una catena di ristoranti statunitense di proprietà di Darden Restaurants, Inc., con sede a Orlando, in Florida, creata nel 1968 dagli imprenditori Bill Darden e Charley Woodsby.
La società ha ristoranti anche in Canada, Emirati Arabi Uniti, Qatar e Giappone. Si trovano 698 ristoranti in tutto il mondo (29 maggio 2011).